# سالاندرا
سالاندرا (بالإيطالية: Salandra)‏ هي بلدية في مقاطعة ماتيرا في إقليم بازيليكاتا الإيطالي.

## السكان
في سنة 1861 بلغ عدد السكان 2٬473 نسمة، وتطور العدد ليصل في سنة 2011 لـ 2٬934 نسمة.
يظهر هذا المخطط البياني تطور النمو السكاني لـ سالاندرا